# فریولی ونتسیا جولیا
فریولی ونتسیا جولیا (به ایتالیایی: Friuli-Venezia Giulia) ناحیه‌‌ای در شمال شرقی ایتالیا است.
از جنوب با دریای آدریاتیک، از شرق با اسلوونی، از شمال با اتریش و از سمت غرب با ناحیه ونتو هم مرز است.

## خصوصیات
فریولی ونتسیا جولیا ۱٬۲۲۹٬۳۶۳ نفر جمعیت دارد و مساحت آن ۷.۸۵۶ کیلومتر مربع است. مرکز این ناحیه تریسته می‌باشد . این ناحیه از نظر وسعت پانزدهمین ناحیه ایتالیا می‌باشد .

## نگارخانه

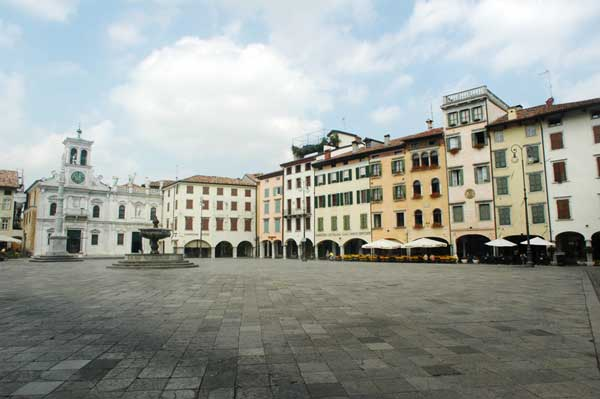
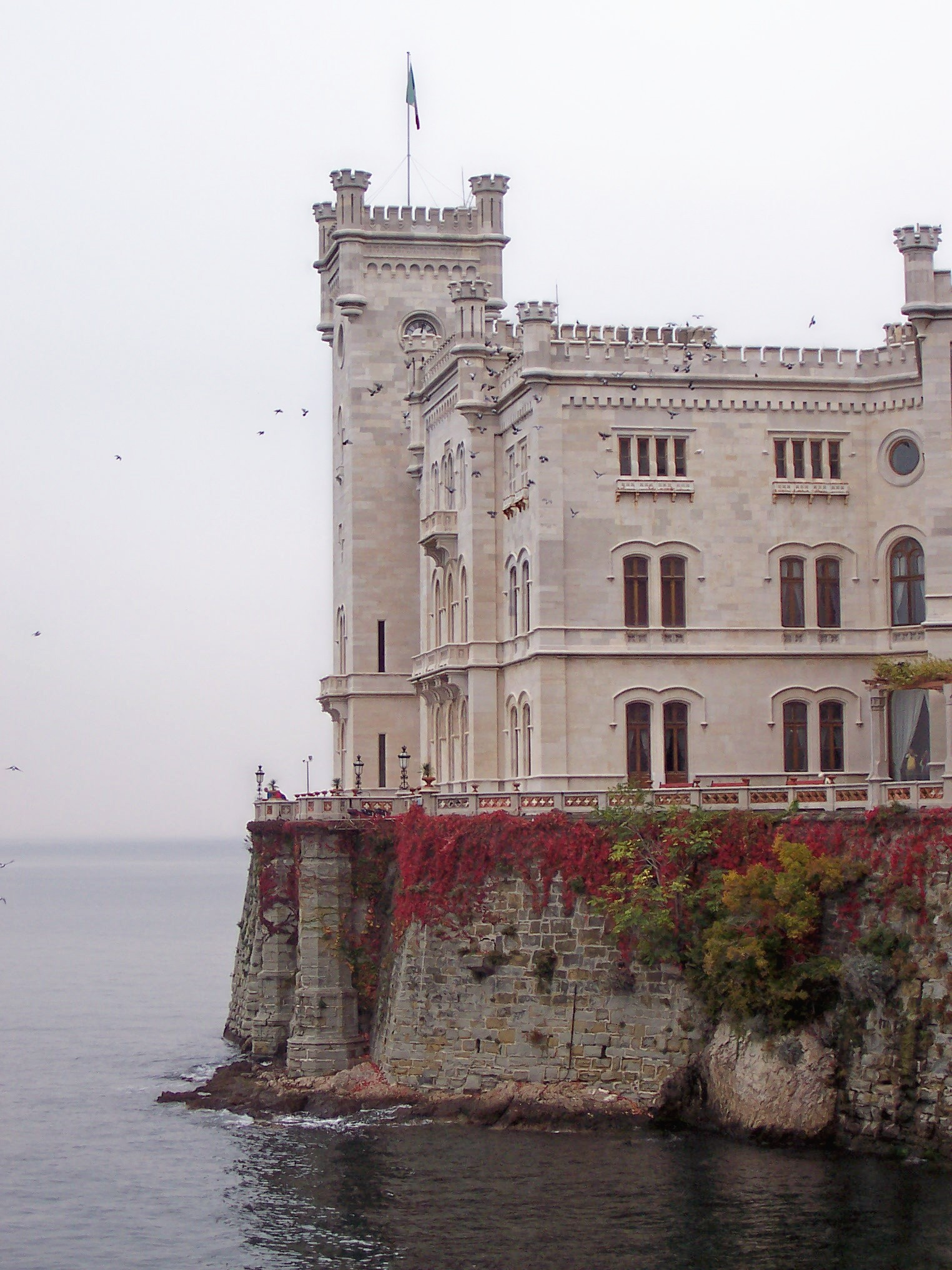
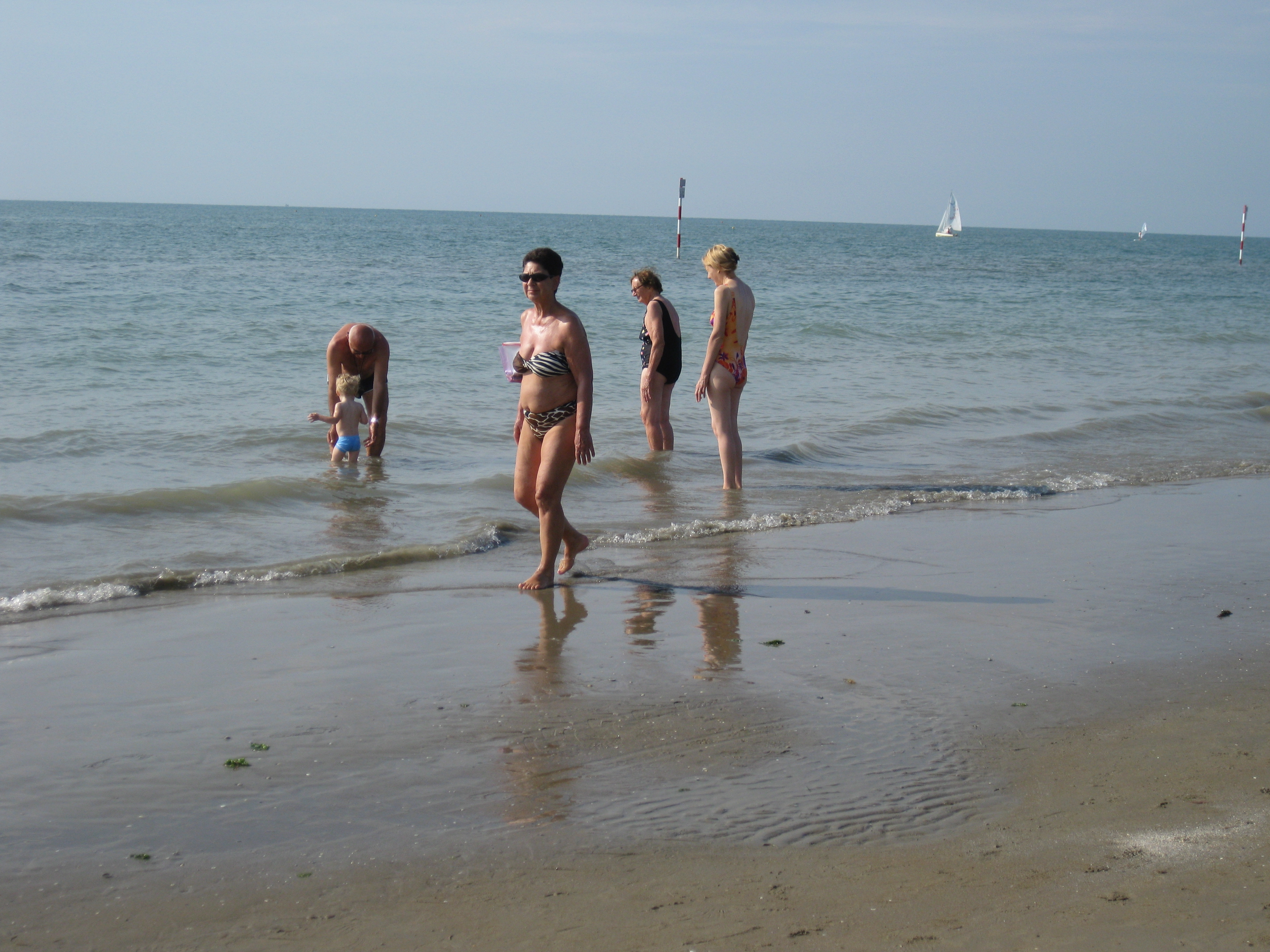
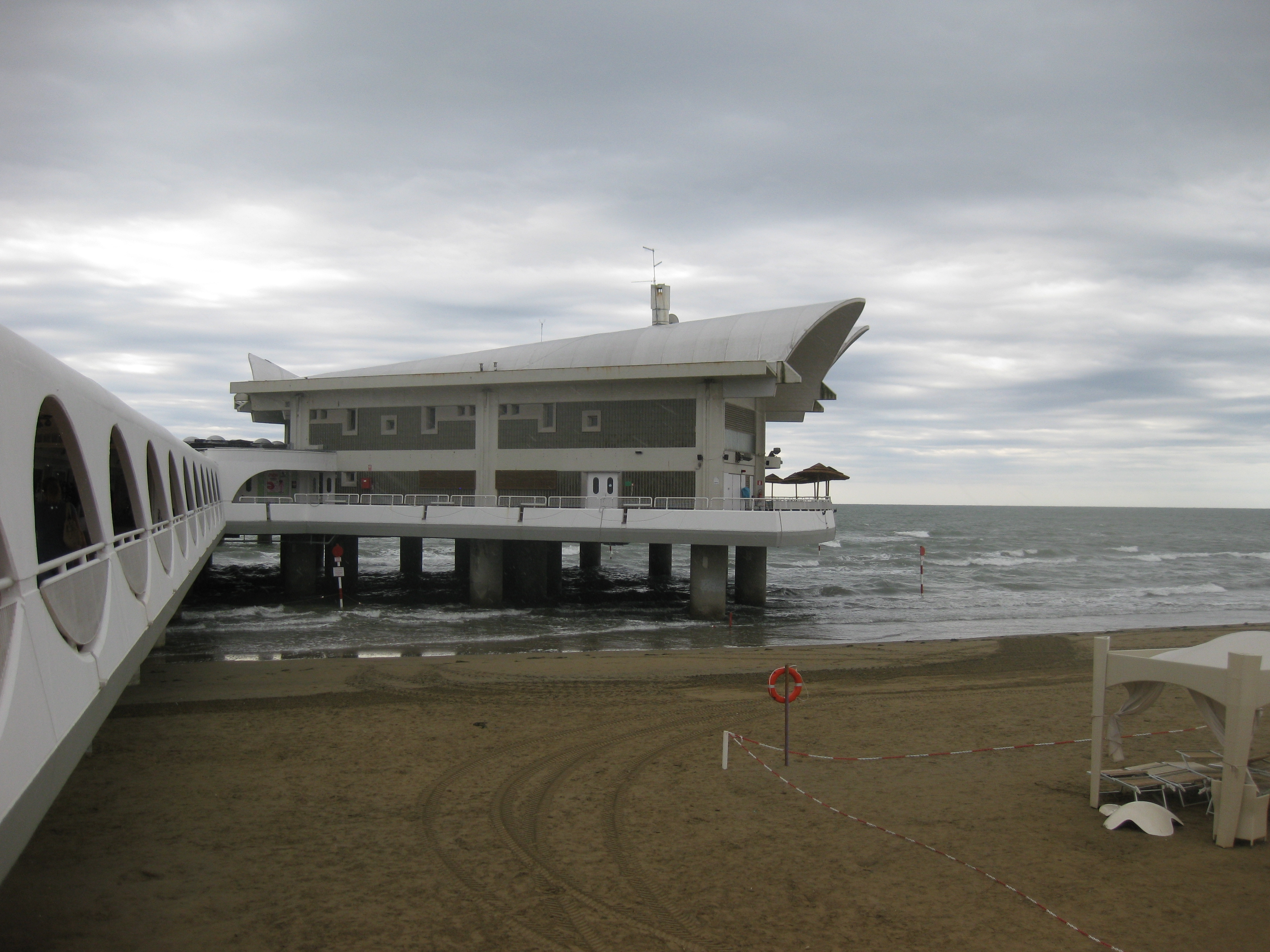
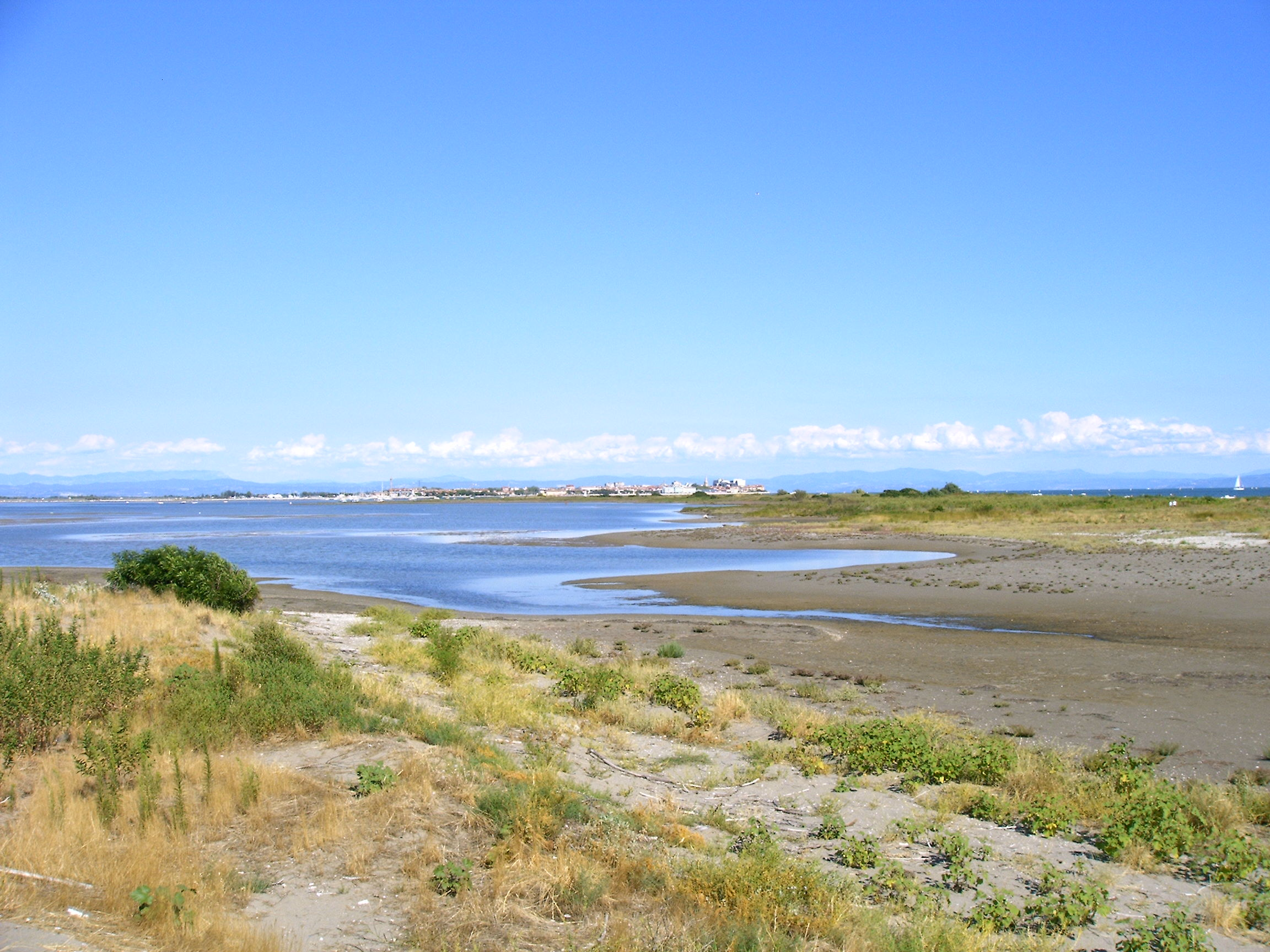
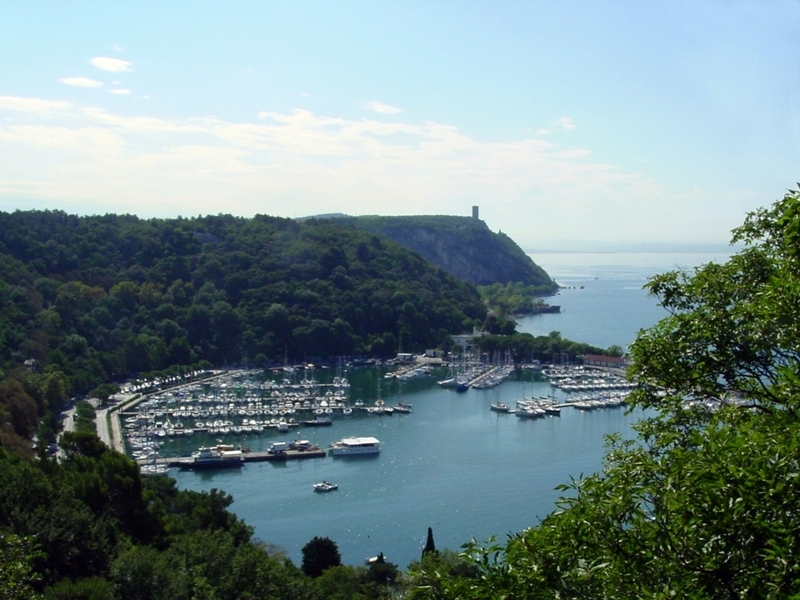
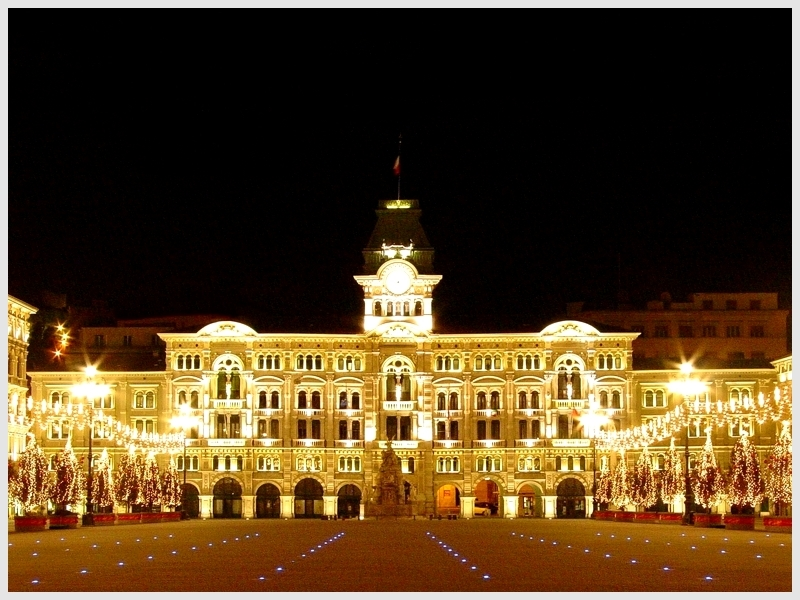
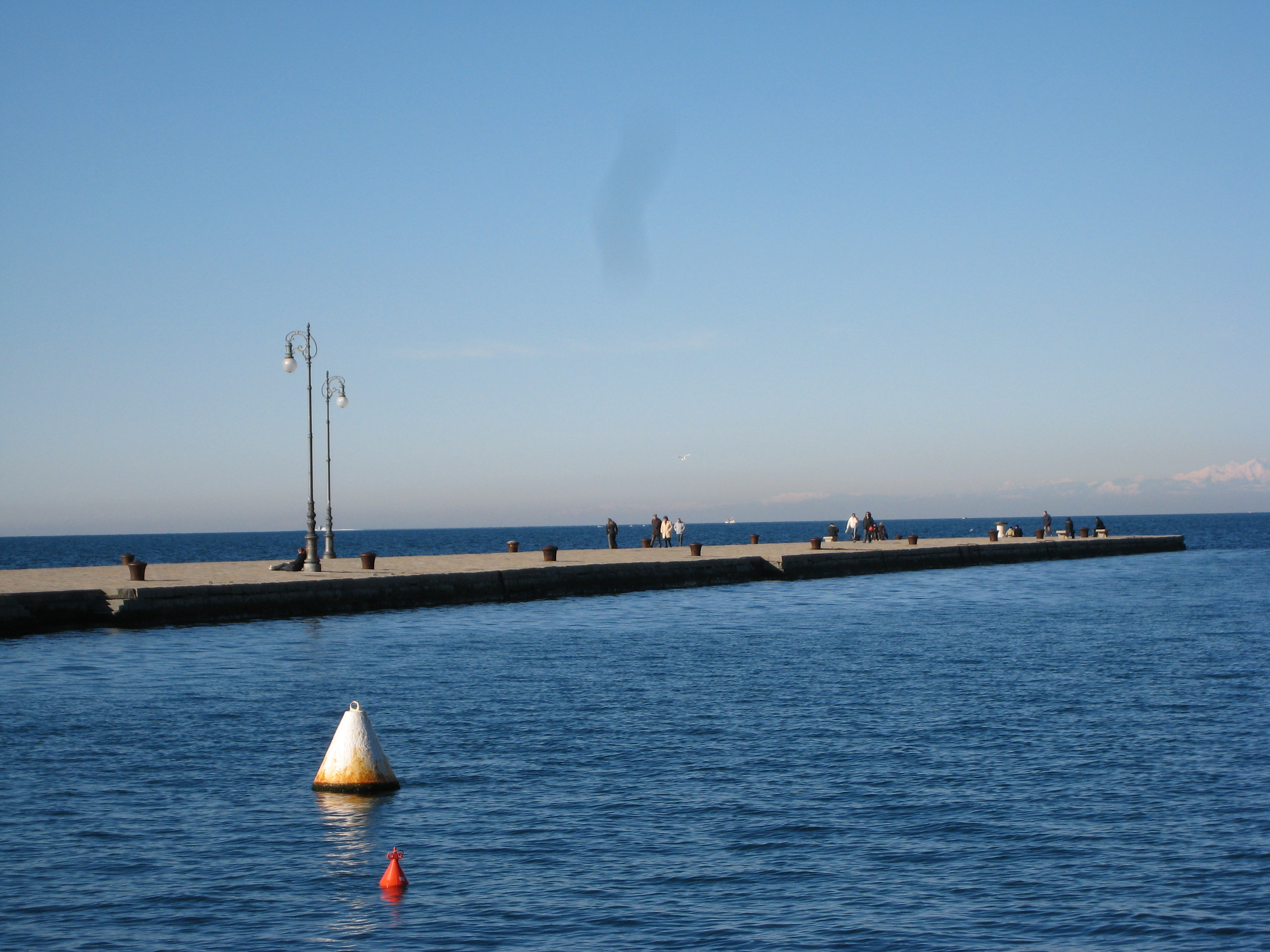
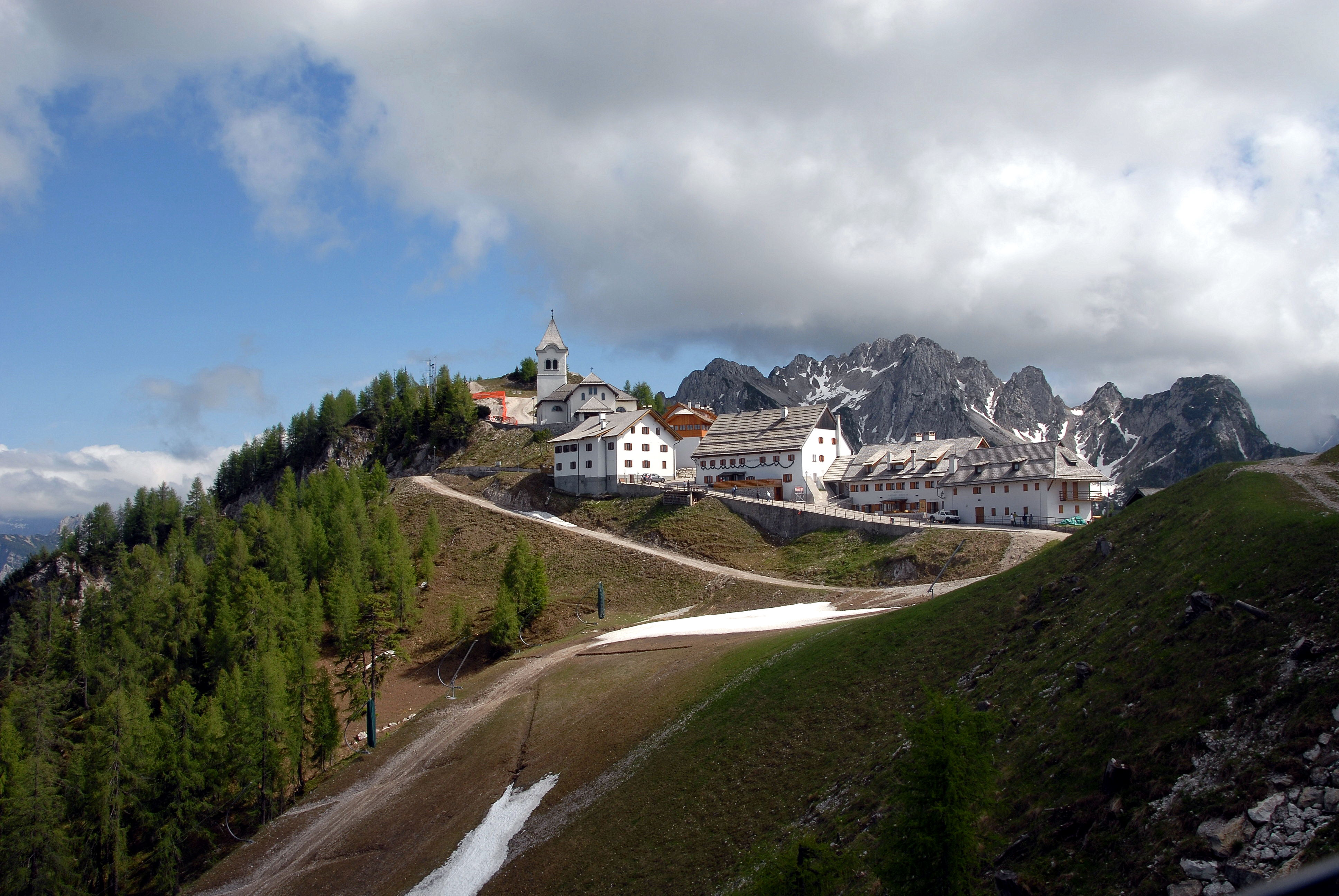
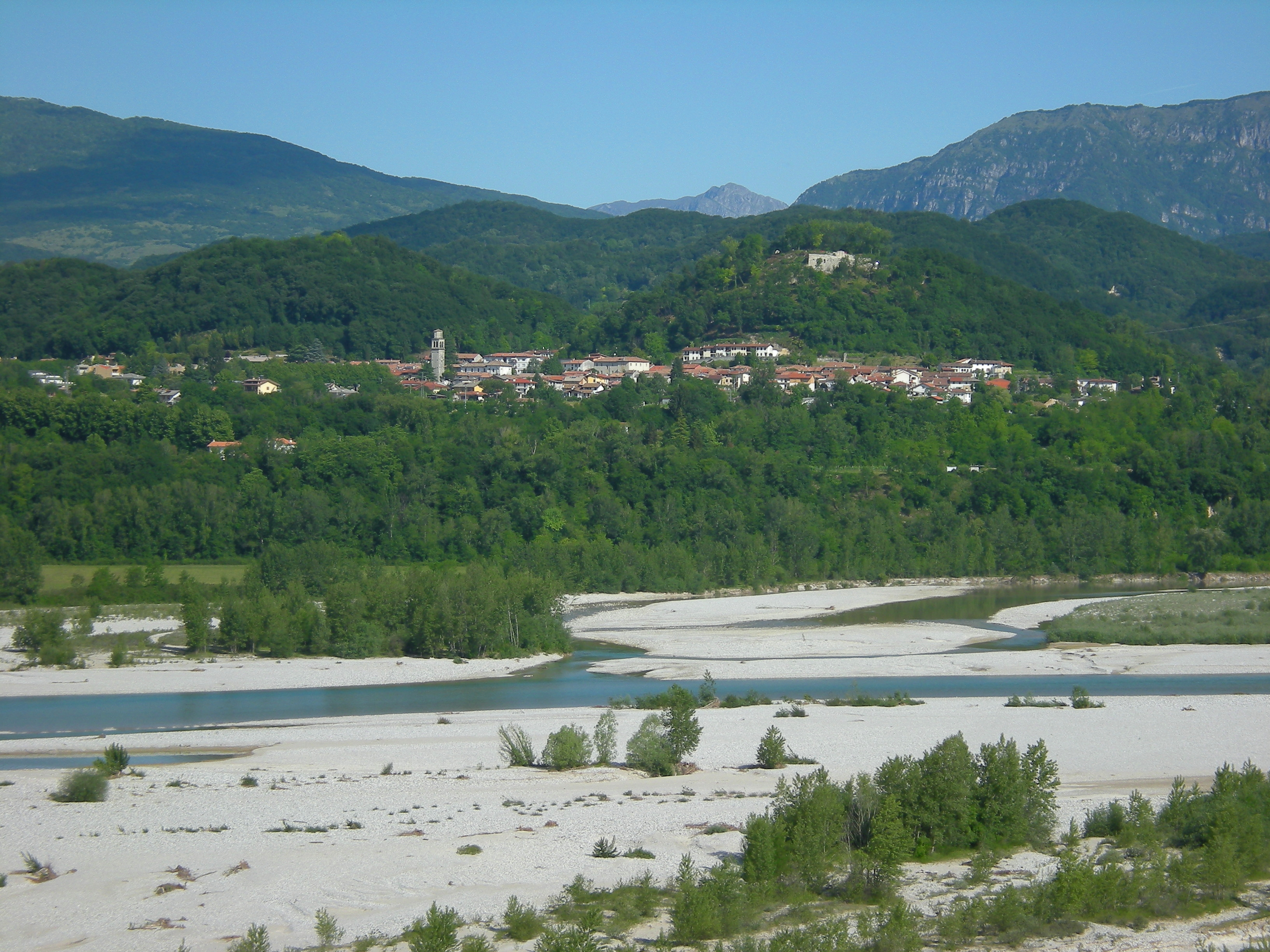
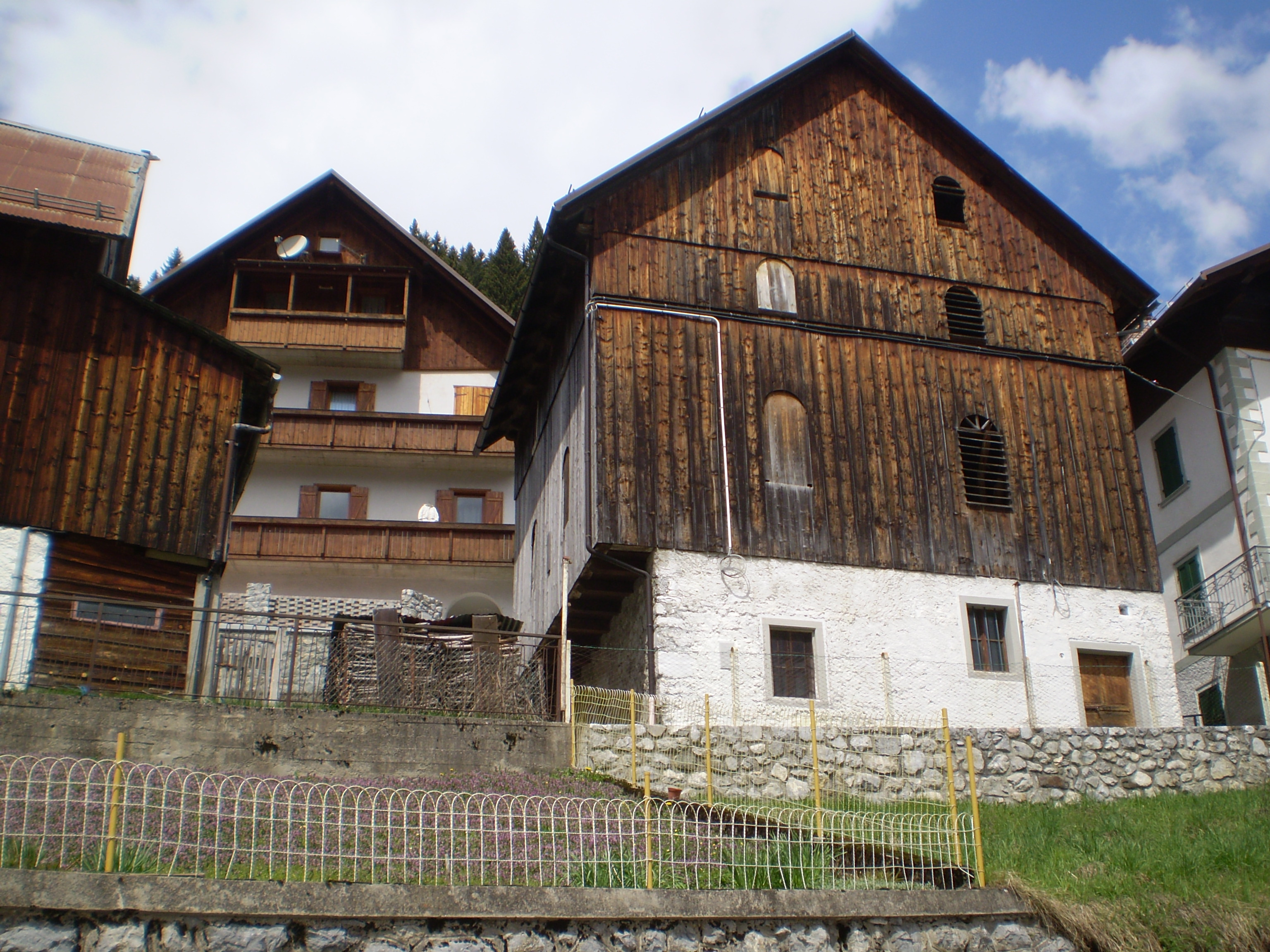

## جمعیت
| سال  | میزان جمعیت |
| ---- | ----------- |
| ۲۰۱۹ | ۱٫۲۱۰٫۴۱۴   |
| ۲۰۲۰ | ۱٫۲۰۶٫۲۱۶   |
| ۲۰۲۱ | ۱٫۲۰۱٫۵۱۰   |
| ۲۰۲۲ | ۱٫۱۹۴٫۶۴۷   |
| ۲۰۲۳ | ۱٫۱۹۲٫۱۹۱   |